# 세계 물리의 해

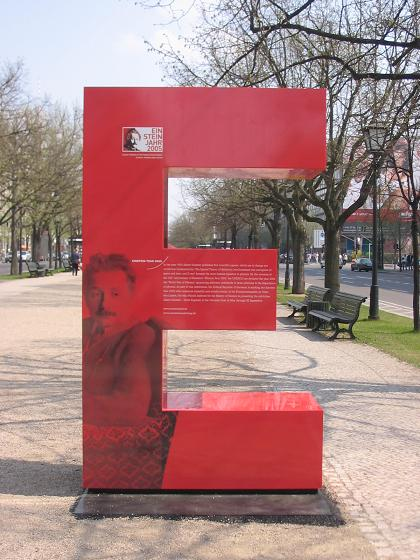
베를린에 세워진 '아인슈타인의 E'

유엔은 2005년을 세계 물리의 해로 지정하였다. 2005년은 알베르트 아인슈타인의 3대 이론이 나온 지 100년이 되는 해이며, 그가 서거한 지 50년이 되는 해이다.

## 행사
아인슈타인의 서거일에는 아인슈타인의 빛의 릴레이라는 행사가 였렸다. 그가 마지막까지 근무하던 프린스턴 고등 연구소에서 출발한 빛이 릴레이를 통해 전 세계로 퍼져나가 24시간 후에 다시 돌아오는 행사이다. 빛은 현대 물리학이 탄생한 귀중한 역사이다. 아인슈타인의 이론인 상대성 이론과 광양자설도 모두 빛에 관한 것이다.
대한민국에서도 한국물리학회 주최로 여의도공원에서 행사를 열었으며, 개막 공연은 채연이, 폐막 공연은 쥬얼리가 맡았다.

## 같이 보기
- 2009년 세계 천문의 해